# Берли, Адольф
Адольф Огастес Берли (англ. Adolf Augustus Berle, Jr.; 27 января 1895, Бостон — 17 февраля 1971, Нью-Йорк) — американский юрист, экономист, политик и дипломат.

## От школьной скамьи до науки
Родился в 1895 году в Бостоне, штат Массачусетс. В возрасте 14 лет поступил в Гарвардский колледж, в 1913-м году получил степень бакалавра, после чего поступил в Гарвардскую юридическую школу. В 1916 году 21-летний Адольф стал самым молодым выпускником этого учебного заведения.
После окончания университета поступил на службу в качестве офицера разведки. Служба заключалась в урегулировании имущественных и договорных конфликтов среди сельских землевладельцев в Доминиканской Республике с целью увеличении производства сахара. После Первой мировой войны Берли стал членом американской делегации на Парижской мирной конференции. В 1919 году переехал в Нью-Йорк и стал членом юридической фирмы.
С 1927 года был профессором корпоративного права в юридической школе Колумбийского университета.
В 1932 году написал совместно с Гардинером Минзом книгу «Современная корпорация и частная собственность», суть которой сводилась к тому, что акционерная форма капитала привела к появлению новой формы капитализма, при которой собственность отделена от управления. Книга произвела большой научный эффект, благодаря ей авторы стали основоположниками концепции «революции менеджеров».

## Советник Ф. Д. Рузвельта
Как крупный специалист в области корпоративного права Берли был во время избирательной кампании 1932 года привлечён в команду Франклина Д. Рузвельта и стал влиятельным членом его «мозгового треста». Он участвовал в разработке и оформлении законодательства Нового курса.
Оставаясь неофициальным советником Рузвельта, после выборов Берли вернулся в Нью-Йорк и стал ключевым консультантом в успешной избирательной кампании на пост мэра реформатора Фьорелло Гуардия. С 1934 по 1938 управлял городским бюджетом.
С 1938 по 1944 год занимал должность помощника государственного секретаря по латиноамериканским делам. На протяжении всего своего президентского срока Рузвельт привлекал Берли в качестве своего советника и спичрайтера по широкому кругу вопросов.

## После Второй мировой войны
В 1945—1946 годах посол в Бразилии.
В 1946 году вернулся в Колумбийский университет и оставался его профессором до выхода на пенсию в 1964 году.
Был одним из основателей и председателем Либеральной партии Нью-Йорка (как правило, поддерживающей кандидатов от Демократической партии).
В 1954 году написал книгу «Капиталистическая революция двадцатого столетия» («The 20th Century Capitalist Revolution»), в которой встал на защиту крупных корпораций, так как именно они в силу своей большой мощи, влияния и огромных ресурсов двигают технический прогресс и модернизацию.
Ненадолго вернулся на государственную службу в 1961 году при президенте Джоне Ф. Кеннеди в качестве главы межведомственной рабочей группы по латиноамериканским делам, участвовал в выработке программы помощи странам Латинской Америки «Союз ради прогресса» и формировании политики США в отношении коммунистической Кубы.
Помимо научной работы Берли принимал участие в выработке политики Демократической партии, его статья «Собственность, производство и революция» («Property, Production and Revolution») была важным обоснованием программы «Великое общество» президента Линдона Джонсона.

## Семья
В 1927 году женился на Беатрис Бишоп. Имел двух дочерей и сына.

## Публикации

### Книги
- Современная корпорация и частная собственность[англ.] (New York, Macmillan 1932) (в соавторстве с Гардинером Минсом)
- The 20th Century Capitalist Revolution (New York, Harcourt, Brace 1954)
- Economic Power and the Free Society (New York 1957)
- Power without Property: A New Development in American Political Economy (New York, Harcourt, Brace 1959)
- Latin America: Diplomacy and Reality (New York, Harper & Row 1962)
- Power (New York, Harcourt, Brace & World 1967)
- The Natural Selection of Political Forces
- Tides of Crisis
- The American Economic Republic
- The Three Faces of Power
- Navigating the Rapids: From the Papers of Adolf A. Berle (1973) (editing by Beatrice Biship Berle)

### Статьи
- «Corporate Powers as Powers in Trust» (1931) 44 Harvard Law Review 1049
- «Property, Production and Revolution» (1965) 65 Columbia Law Review 1